# Neplachovice
Neplachovice település Csehországban, a Opavai járásban. Neplachovice Opava, Holasovice és Stěbořice településekkel határos. Lakosainak száma 1061 fő (2024. január 1.).

## Népesség
A település lakosságának változását az alábbi diagram mutatja:
| Lakosok száma | 663  | 745  | 732  | 699  | 854  | 901  | 947  | 950  | 910  | 1061 |
|               | 1869 | 1900 | 1921 | 1961 | 1980 | 2011 | 2016 | 2019 | 2021 | 2024 |